# Pallaswiesenviertel
Das Pallaswiesenviertel bezeichnet einen Statistischen Bezirk im nördlichen Darmstadt. Er wird im Süden durch die Bismarckstraße, im Osten durch die Kasinostraße und Frankfurter Straße, im Norden durch Arheilgen und im Westen durch Schienenflächen bzw. die Außengrenze von Darmstadt begrenzt.

## Infrastruktur und Sehenswürdigkeiten
- Ausbesserungswerk Darmstadt
- Eisenbahnbrücke am Wöhlerweg
- Evangeliums-Christen-Baptisten-Gemeinde
- Freie Christengemeinde
- Gasturbinenkraftwerk Darmstadt
- Georg-Müller-Schule
- Hauptlaboratorium
- Moschee
- Pützerturm
- The Church of Pentecost
- Verwaltungsgebäude der Firma Merck
- Wasserturm Darmstadt
- Zeppelinhalle

## Regelmäßige Veranstaltungen
- August: Picknick – Fest auf den Pallaswiesen[3]
- September: Umwelt- und Familientag[4]